# Podu Doamnei
Podu Doamnei – wieś w Rumunii, w okręgu Giurgiu, w gminie Clejani. W 2011 roku liczyła 681 mieszkańców.